# Impruneta
Impruneta est une commune de la ville métropolitaine de Florence dans la région Toscane en Italie. Elle est située à 14 km au sud de Florence.

## Géographie
Impruneta est située au sud de Florence. 

## Histoire
La ville a été dessinée de manière très précise en 1620 par le célèbre graveur lorrain Jacques Callot, au cours de la fête de l'Annonciation et du jour de l'An florentin. Callot a offert cette gravure à l'eau forte, intitulée « L'impruneta » au Grand Duc Cosme II de Médicis. Cette estampe réalisée avec un grand détail, représente la place de la ville sur laquelle se tenait tous les ans, à la Saint-Luc, entre le 15 et le 19 octobre, une foire très fréquentée par les Toscans. Cette gravure permet d'avoir un précieux témoignage de la société rurale en Toscane au début du XVIIe siècle, ainsi qu'une représentation de la ville d'Impruneta à cette époque.
Cette estampe imprimée et sa matrice sont conservées de nos jours au Musée Lorrain de Nancy (France).
Gravure à l'eau forte rehaussée de burin de Impruneta (1623)
Le peintre Giovanni Domenico Ferretti réalisa un tableau pour la commune entre 1720 et 1725.

## Culture
La ville est spécialisée dans la fabrication d'articles en terre-cuite de qualité. Il existe plusieurs poteries sur la commune.
La poterie d'Impruneta, dont la production, limitée à une zone d’extraction de 200 km2, est protégée par une appellation contrôlée.
Le peposo est originaire de la ville.

### Monuments
- La basilique Santa Maria : portique Renaissance, campanile roman, clocher XVIIIe siècle.
- Le Sanctuaire Santa Maria dell'Impruneta
- La Villa Corsini a Mezzomonte, villa médicéenne comportant des fresques, notamment du peintre Giovanni da San Giovanni.
- Le Château de Montauto

## Administration
| Période                                  | Période      | Identité            | Étiquette       | Qualité |
| ---------------------------------------- | ------------ | ------------------- | --------------- | ------- |
| 10 juin 2018                             | En cours     | Alessio Calamandrei | Lista Civica    |         |
| 27 mai 2003                              | 10 juin 2018 | Ida Beneforti Gigli | Centro-Sinistra |         |
| Les données manquantes sont à compléter. |              |                     |                 |         |

### Hameaux
Bagnolo, Quintole, Le Rose, Pozzolatico, Mezzomonte, Baruffi, Tavarnuzze

### Communes limitrophes
Bagno a Ripoli, Florence, Greve in Chianti, San Casciano in Val di Pesa, Scandicci

## Jumelages
- Hadamar  (Allemagne)
- Bellerive-sur-Allier (France)
- Pruszków  (Pologne)
- Prachatice (Tchéquie)